# Simplicia (vlindergeslacht)
Simplicia is een geslacht van vlinders uit de familie van de spinneruilen (Erebidae).

## Soorten
Deze lijst van 44 stuks is mogelijk niet compleet.
- S. anoecta (Prout, 1929)
- S. brevicosta (Prout, 1928)
- S. butesalis (Walker, 1859)
- S. caeneusalis (Walker, 1859)
- S. clarilinea (Prout, 1922)
- S. cornicalis (Fabricius, 1794)
- S. discosticta (Hampson, 1912)
- S. erebina (Butler, 1879)
- S. eriodes (Prout, 1928)
- S. extinctalis (Zeller, 1852)
- S. fesseleti (Guillermet, 2005)
- S. inareolalis (Fryer, 1912)
- S. inflexalis (Guenée, 1854)
- S. kebeae (Bethune-Baker, 1908)
- S. limbosalis (Guenée, 1854)
- S. macrotheca (Prout, 1929)
- S. medioangulata (Bethune-Baker, 1908)
- S. mesotheca (Prout, 1929)
- S. mistacalis (Guenée, 1854)
- S. monocaula (Prout, 1929)
- S. notata (Hampson, 1889)
- S. obiana (Swinhoe, 1919)
- S. pachycera (Hampson, 1910)
- S. pannalis (Guenée, 1862)
- S. periplocalis (Mabille, 1880)
- S. pseudoniphona (Sugi, 1965)

- S. purpuralis (Holloway, 1976)
- S. rectalis (Eversmann, 1842)
- S. renota (Swinhoe, 1906)
- S. robustalis (Guenée, 1854)
- S. siamensis (Prout, 1929)
- S. simplicissima (Wileman & West, 1930)
- S. simulata (Moore, 1882)
- S. solomonensis (Prout, 1929)
- S. stictogramma (Prout, 1929)
- S. subterminalis (Draeseke, 1928)
- S. telamusalis (Walker, 1859)
- S. toma (Holloway, 1979)
- S. tonsealis (Roepke, 1932)
- S. trilineata (Bethune-Baker, 1908)
- S. turpatalis (Walker)
- S. undicosta (Prout, 1929)
- S. xanthoma (Prout, 1928)
- S. zanclognathalis (Strand, 1920)